# Борцы за экономическую свободу
Борцы за экономическую свободу (БЭС; англ. Economic Freedom Fighters, EFF) — политическая партия ЮАР, основанная и руководимая бывшим президентом молодёжной лиги Африканского национального конгресса Джулиусом Малемой и его сторонниками в 2013 году. Обычно определяется как крайне левая, хотя также упоминается как неофашистская.
Малема является президентом партии, возглавляя Центральную руководящую команду, которая служит центральной структурой партии.

## История
На пресс-конференции в Соуэто 26 июля 2013 года Малема объявил о том, что новая партия имеет 1 тыс. членов, что вдвое превышало минимум необходимый для регистрации политической партии в Избирательной комиссии ЮАР. Партия была зарегистрирована в сентябре 2013 года после того, как был отклонён протест африканерской партии Фронт свободы плюс.
«Борцы» поддержали протесты в Эсватини 2021 года, содействуя блокаде грузовых поставок из ЮАР в Эсватини.
В 2022 году партия поддержала вторжение России на Украину как "антиимпериалистическую программу". В ответ на ордер МУС на арест Путина Малема заявил, что партия обеспечит безопасность Путина на территории ЮАР, и что партия внесёт законопроект о выходе ЮАР из МУС.

## Участие в выборах
На парламентских выборах 2014 года БЭС получила 1 169 259 голосов (6,35 %) избирателей и стала третьей по размеру партией Национальной ассамблеи с 25 депутатами ассамблеи.
| Год  | Мандаты | Голоса    | %       |
| ---- | ------- | --------- | ------- |
| 2014 | 25      | 1 169 259 | 6,35 %  |
| 2019 | 44      | 1 881 521 | 10,79 % |
| 2024 | 39      | 3 090 020 | 9.52%   |